# Meteorus eminulus
Meteorus eminulus är en stekelart som beskrevs av Wu och Chen 2000. Meteorus eminulus ingår i släktet Meteorus och familjen bracksteklar. Inga underarter finns listade i Catalogue of Life.